# Poeciliopsis elongata
Poeciliopsis elongata är en fiskart som först beskrevs av Günther, 1866.  Poeciliopsis elongata ingår i släktet Poeciliopsis och familjen Poeciliidae. IUCN kategoriserar arten globalt som nära hotad. Inga underarter finns listade i Catalogue of Life.